# 登壁 (ゲーム・オブ・スローンズ)
『登壁』（とうへき）はHBO(日本ではスター・チャンネルが放送)のファンタジー・ドラマ・シリーズである『ゲーム・オブ・スローンズ』の第3章『戦乱の嵐-前篇-』の第6話である。プロデューサーである デイヴィッド・ベニオフ と D・B・ワイスによって、原作『剣嵐の大地』に基づいて脚本が書かれ、 アリク・サカロフが監督した。
タイトルは、〈壁〉を登ろうとする〈野人〉の一行を指すだけでなく、ピーター・ベイリッシュ公がヴァリス公との会話で、社会の崩壊で生まれる混乱は、野心家が成功へ登る梯子であると言ったことも指している。
サンサとティリオン、サーセイとサー・ロラスはそれぞれ意に染まぬ婚約を押し付けられ、エドミュアもまたウォルダー・フレイ公の娘と婚約させられる。メリサンドルは〈旗標なき兄弟団〉からジェンドリーを買い取り、アリアの未来を予言する。シオンは拷問され続ける。ジョン・スノウとイグリットは氷の巨大な壁を登る。

## あらすじ

### キングズランディング
タイウィン・ラニスター公(チャールズ・ダンス)はレディ・オレナ(ダイアナ・リグ)と会い、サー・ロラスと娘サーセイの結婚を押しつけようとする。サーセイの年齢やジェイミーとの近親相姦の噂、ロラスの男色などについて棘のある会話を交わす。タイウィンは相続と結婚の権利を放棄しなければならない〈王の盾〉にロラスを入れると言って脅す。オレナは譲歩し、ロラスとサーセイの結婚を承諾する。
サンサ(ソフィー・ターナー)はロラスと知り合おうとする。その様子を見ていたサーセイ (レナ・ヘディ)とティリオン(ピーター・ディンクレイジ)はお互いが強制される結婚を比較する。ティリオンは、〈ブラックウォーターの戦い〉の間にサー・マンドン・ムーアに自分を殺させようとしたのか問い詰め、サーセイではなく、ジョフリー(ジャック・グリーソン)が命令したことを察知する。タイウィンが〈王の手〉になった今、ジョフリーに殺される心配はもうないとサーセイは言う。ティリオンはサンサの部屋に行き、ロラスではなく自分と結婚することになると、シェイ(シベル・ケキリ)の前でサンサに言う。ヴァリス公(コンリース・ヒル)はピーター・ベイリッシュ公(エイダン・ギレン)を玉座の間で見つける。ベイリッシュ公は、ヴァリス公が自分の配下のロスを操ったことを知っており、ジョフリーが殺しを楽しめるようにロスをくれてやったと言う。

### リヴァーランド
弓を教わっている時、アリア(メイジー・ウィリアムズ)はメリサンドル(カリス・ファン・ハウテン)とスタニスの家臣を見かける。ソロスはメリサンドルと話をし、〈旗印のない兄弟団〉の隠れ家に連れて入る。メリサンドルは、ベリック・ドンダリオンが六度甦ったことを知って衝撃を受け、ドンダリオンはメリサンドルが来た理由を聞く。メリサンドルは、〈光の王〉が必要とする人物が〈兄弟団〉にいると言い、ジェンドリーを連れて行く。アリアは、〈兄弟団〉がメリサンドルにジェンドリーを売ったのを知り嫌悪感を抱く。アリアはメリサンドルを魔女と呼んで非難するが、メリサンドルはアリアが茶色の目、青の目、緑色の目を殺し、二人は再会することになると予言する。
〈北の王〉ロブ(リチャード・マッデン)らはフレイ家の代表と会い、キャスタリーロックを攻撃するための同盟を話し合う。フレイ家側はウォルダー・フレイ公の条件を示し、ロブの公式な謝罪、〈ハレンの巨城〉の領地と収入、そしてエドミュア(トビアス・メンジーズ)がウォルダー公の娘のロズリンと結婚することを要求する。エドミュアは会ったこともない娘と結婚することを渋るが、最終的には承知する。
〈ハレンの巨城〉において、ルース・ボルトン公(マイケル・マケルハットン)はジェイミー・ラニスター(ニコライ・コスター＝ワルドー)およびブライエニー(グェンドリン・クリスティー)と食事をする。ルースのせいでジェイミーが腕を失ったのではないと父親に話すと誓う条件で、ジェイミーをキングズランディングに送るという。ジェイミーはブライエニーが同行すると思いこむが、ボルトンは反逆幇助罪でブライエニーを捕えておくという。

### 北部
オシャ(ナタリア・テナ)とミーラ・リード(エリー・ケンドリック)の間に緊張が高まるが、ブラン(アイザック・ヘンプステッド＝ライト)が割って入る。 ジョジェン(トーマス・サングスター)が寝ている間に発作を起こし、ミーラは緑視のせいだと説明する。目覚めたジョジェンは、緑視の中でジョン・スノウが〈野人〉と一緒にいるのを見たと言う。
シオン・グレイジョイ(アルフィー・アレン)を監禁する少年は、シオンを目覚めさせ拷問を続行する。自分が誰でここがどこなのか答えられなければ小指を切り取ると言う。何度か間違えた後、シオンはここがカーホールドで少年がカースタークだと推測する。少年はしばらく正解であるふりをするが、シオンの指の皮を剥ぎ始め、嘘をついていたと言う。シオンはついに屈服し、指を切り取ってくれと願い始める。

### 〈壁〉の向こう側
〈クラスターの砦〉から逃げ出したサム(ジョン・ブラッドリー)とジリ(ハンナ・マリー)は、〈壁〉に向かう途中でキャンプをする。サムはジリに〈最初の人々の拳〉で見つけた黒曜石の短剣を見せ、〈黒の城〉(カースル・ブラック)の話を聞かせる。
〈壁〉のふもとのキャンプで、〈巨人殺しのトアマンド〉に率いられた〈野人〉の一行は壁を登る準備をする。ジョン・スノウ(キット・ハリントン)とイグリット(ローズ・レスリー)は、登壁と二人の関係について話す。イグリットは、ジョンがいまだに〈冥夜の守人〉に忠誠を保っていることを知っていると言う。〈壁〉を登る間、イグリットは氷に大きな割れ目を作ってしまい、数人が死に、ジョンとイグリットは命綱でぶら下がる。オレル(マッケンジー・クルック)が命綱を切り離す前に、ジョンは自分とイグリットを救い、二人はともに〈壁〉の頂上にたどり着く。七王国の風景が広がるのを見て、二人は抱き合ってキスをする。

## 製作

### 脚本
原作第三部『剣嵐の大地』の第31、36、38、47章に基づいて、プロデューサーでもあるデイヴィッド・ベニオフ と D・B・ワイスが脚本を書いた。

## 評判

### 視聴者数
本エピソードの視聴者数は最高記録となり、初回放送で550万人、同夜の再放送で127万人に視聴された。18-49歳では2.9%に視聴された。

## 参照
1. ↑  Kondolojy, Amanda (2013年5月7日). “Sunday Cable Ratings: 'Game of Thrones' Wins Night + 'Ax Men', 'Mad Men', 'Army Wives', 'The Client List' & More”.   TV by the Numbers. 2013年5月7日閲覧。